# جامعة بليز باسكال
جامعة بليز باسكال (بالفرنسية: Université Blaise-Pascal)‏ وتُعرف أيضًا باسم جامعة بليز باسكال، كليرمون فيران 2، هي جامعة عامة تقع في مدينة كليرمون فيران، فرنسا.
في 1 يناير 2017، أصبحت الجامعة جزءًا من جامعة كليرمون أوفيرني.

## تاريخ
تأسست الجامعة في عام 1854، كجزء من جامعة كليرمون فيران.
تم إنشاء جامعة بليز باسكال من قبل قسم جامعة كليرمون فيران في كيانين بعد مرسوم عام 1976.
في عام 1987 تم تسميتها باسم العالم والفيلسوف بليز باسكال، الذي ولد في كليرمون فيران.
تم انتخاب ماتياس برنارد (Mathias Bernard) في عام 2012 رئيسا للجامعة.